# Saison 1 de Magic
Chronologie
Saison 2
La première saison de Magic, série télévisée d'animation française, est constituée de vingt-six épisodes, diffusée du 5 janvier 2008 au 21 décembre 2008 sur Disney Channel.

## Épisode 1:Trous de mémoire
- France : 5 janvier 2008 sur Disney Channel

## Épisode 2:Bonjour la famille!
- France : 1er mars 2008 sur Disney Channel

## Épisode 3:La confiance règne
- France : 5 janvier 2008 sur Disney Channel

## Épisode 4:Le Vol
- France : 8 mars 2008 sur Disney Channel

## Épisode 5:Trompeuses apparences
- France : 15 mars 2008 sur Disney Channel

## Épisode 6:Le Marchand de sable
- France : 26 mai 2008 sur Disney Channel

## Épisode 7:Le Ventriloque
- France : 6 avril 2008 sur Disney Channel

## Épisode 8:Lessivés!
- France : 22 mars 2008 sur Disney Channel

## Épisode 9:Que vous avez de grandes dents!
- France : 29 mars 2008 sur Disney Channel

## Épisode 10:Affreux, fainéants et méchants!
- France : 30 mai 2008 sur Disney Channel

## Épisode 11:L'Ogre et la fée
- France : 4 octobre 2008 sur Disney Channel

## Épisode 12:Une Vie de chien
- France : 1er mai 2008 sur Disney Channel

## Épisode 13:Pour le meilleur ou pour le pire?
- France : 30 avril 2008 sur Disney Channel

## Épisode 14:La Vérité, rien que la vérité!
- France : 2 septembre 2008 sur Disney Channel

## Épisode 15:Une visite gênante
- France : 13 juin 2008 sur Disney Channel

## Épisode 16:Affaires de famille
- France : 4 janvier 2009 sur Disney Channel

## Épisode 17:Pas vu, pas pris
- France : 27 novembre 2008 sur Disney Channel

## Épisode 18:L'Enterrement de la baguette
- France : 29 septembre 2008 sur Disney Channel

## Épisode 19:Un amour de dragon
- France : 2 novembre 2008 sur Disney Channel

## Épisode 20:Baby-sitting
- France : 9 novembre 2008 sur Disney Channel

## Épisode 21:À vos souhaits!
- France : 9 novembre 2008 sur Disney Channel

## Épisode 22:Papa pas cool
- France : 4 septembre 2008 sur Disney Channel

## Épisode 23:Debout là-dedans!
- France : 11 octobre 2008 sur Disney Channel

## Épisode 24:Le Moustique
- France : 16 novembre 2008 sur Disney Channel

## Épisode 25:Fils unique
- France : 15 janvier 2009 sur Disney Channel

## Épisode 26:Conte à rebours
- France : 21 décembre 2008 sur Disney Channel